# Panicum lineale
Panicum lineale är en gräsart som beskrevs av Harold St.John. Panicum lineale ingår i släktet vipphirser, och familjen gräs. Inga underarter finns listade i Catalogue of Life.